# Hiasl Maier-Erding

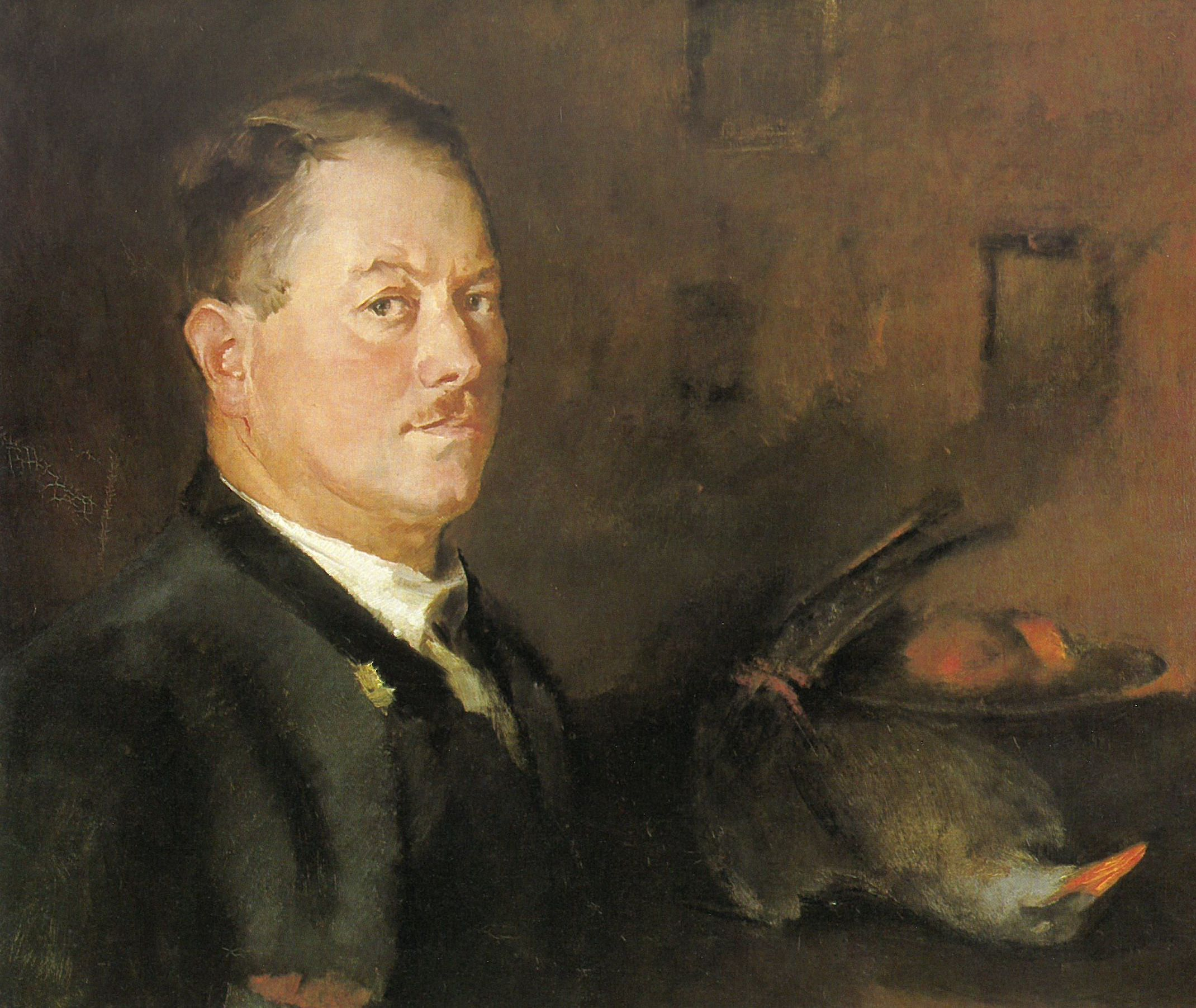
Hiasl Maier-Erding: Selbstbildnis mit toter Möwe, um 1931

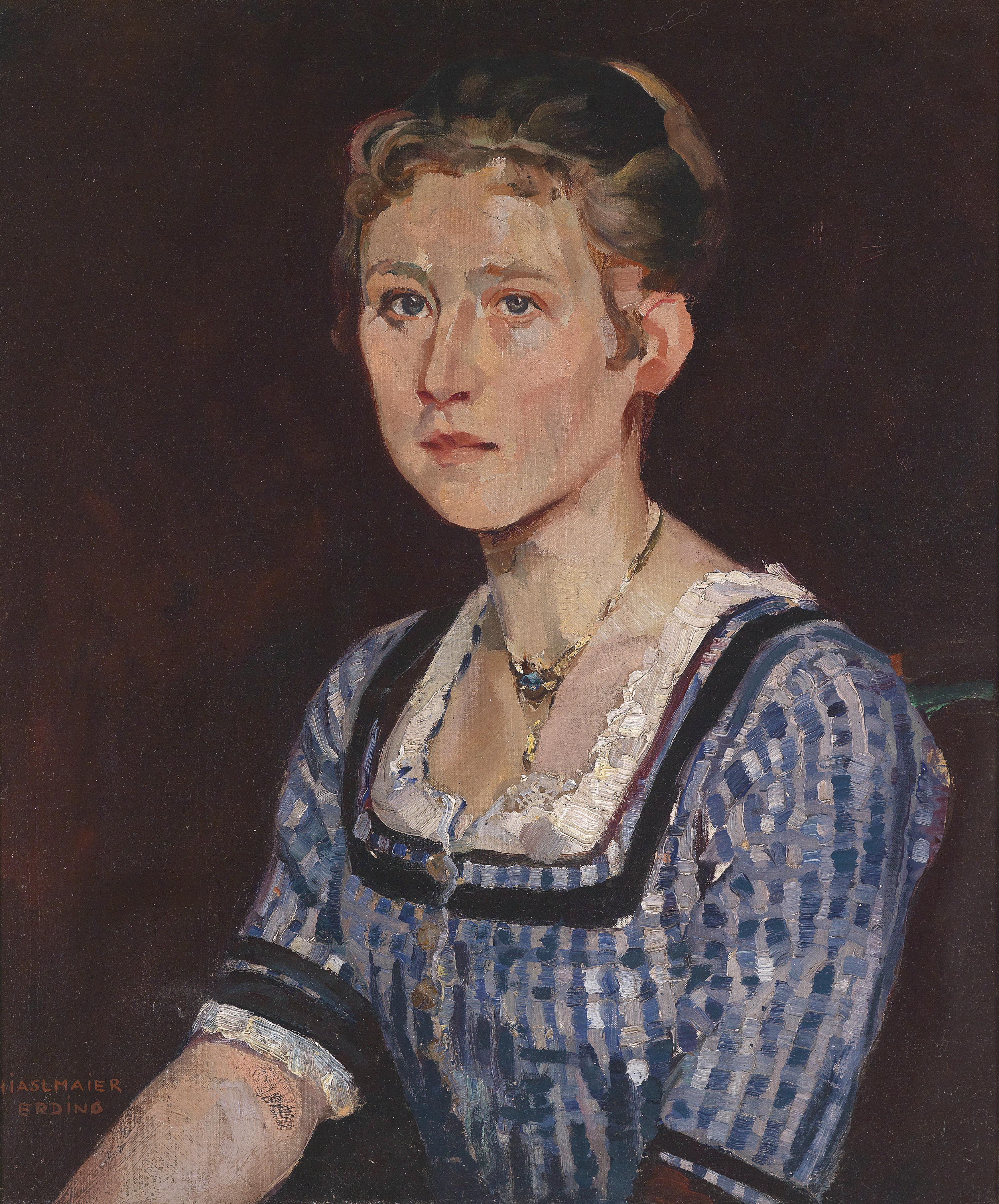
Hiasl Maier-Erding: Mädl in blauer Tracht (1933)

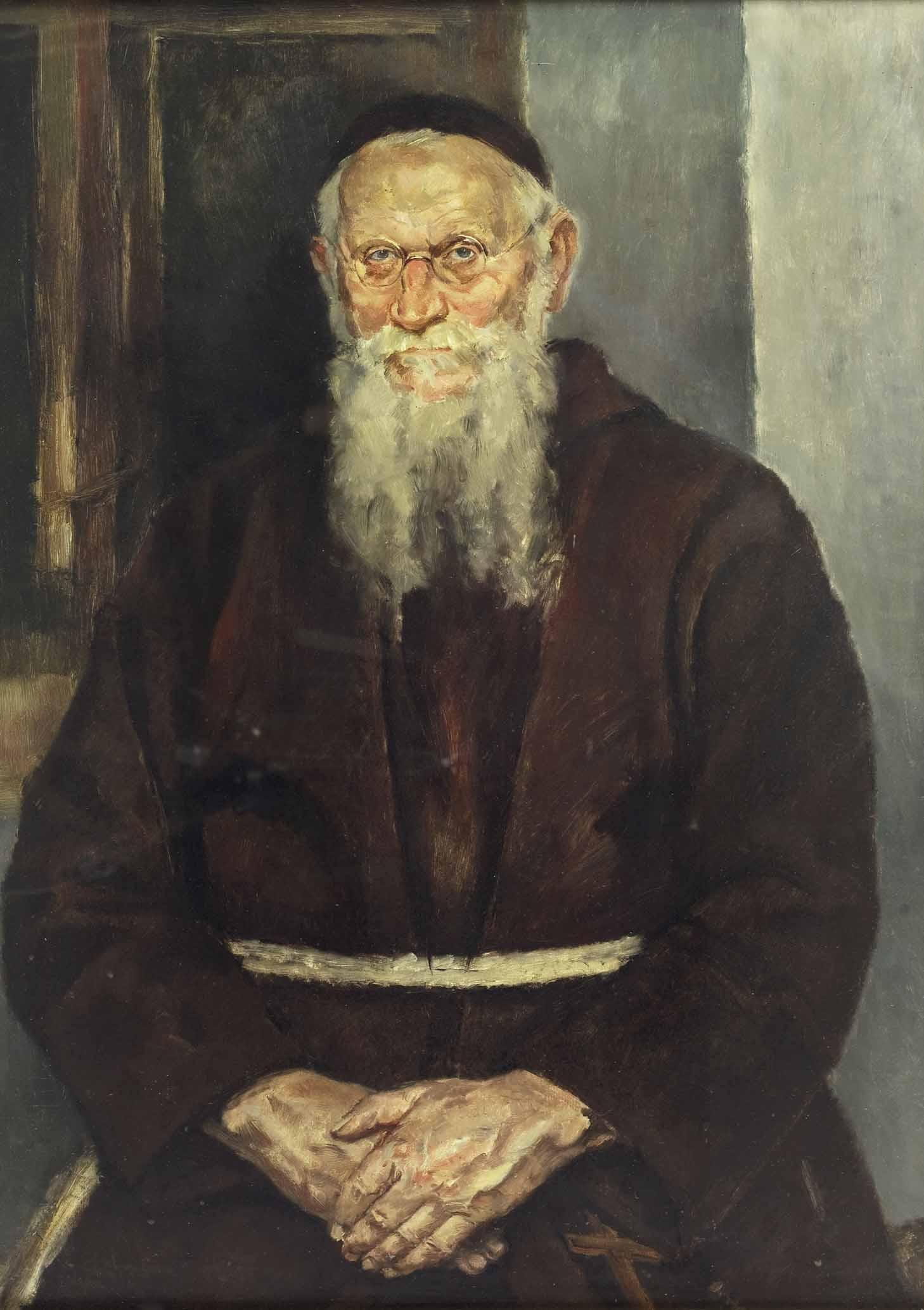
Hiasl Maier-Erding: Pater Johannes (um 1925)

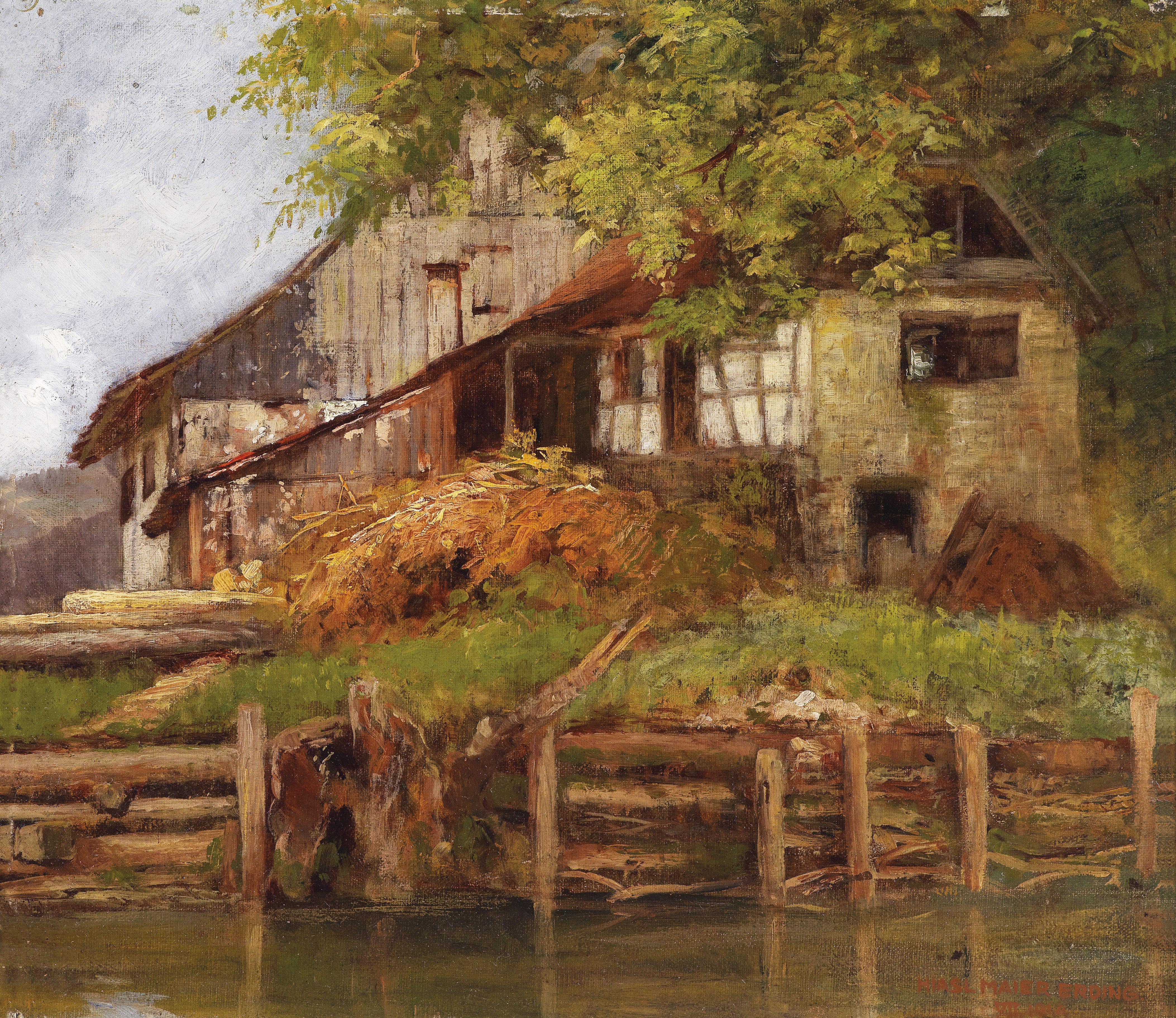
Hiasl Maier-Erding: Haus am Seeufer (1917)

Hiasl Maier-Erding (eigentlich Matthias Maier, * 5. Mai 1894 in Erding; † 30. April 1933 in München) war ein deutscher Maler. Er wurde als Chiemseemaler und Porträtist bekannt.

## Werdegang
Maier war der zweite Sohn n der Gastwirtsfamilie Mayr in Erding. Er begann 1907 in Prien am Chiemsee bei Malermeister Schöberl eine Lehre als Dekorationsmaler. Er besuchte ab 1911 die Kunstgewerbeschule und ab 1912 die Akademie der bildenden Künste in München. Zu Beginn des Ersten Weltkriegs 1914 wurde Maier zu den Schweren Reitern eingezogen. Viele Soldatenbilder entstanden, die als Kunstkarten ihren Maler weit über Bayern hinaus bekanntmachten.
Der Herzog von Mecklenburg finanzierte ihm eine Studienreise zu großen deutschen Museen und empfahl ihn 1916 seinem Bruder, Prinzgemahl Hendriek der Niederlande. In Holland studierte Maier-Erding niederländische Meister, vor allem Rembrandt und Hals. Hier porträtierte er auch den Prinzgemahl.
1919 kehrte er an den Chiemsee zurück. Er wohnte und arbeitete in Gstadt. Der Künstlervereinigung „Frauenwörther“ auf der nahen Insel Frauenchiemsee trat er 1920 bei. Mit Rupprecht von Bayern war er näher bekannt.
1926 malte Maier auf Frauenchiemsee die Kriegerkapelle aus, die Stirnwand des Triptychons zeigt ein betendes altes Fischerpaar vor der Kulisse des Chiemsees mit der Fraueninsel.
Er starb 1933 mit 38 Jahren an einer Nierenentzündung im Krankenhaus Klinikum Dritter Orden in München.

## Ehrungen
Der Künstler wurde mit 33 Jahren zum Ehrenbürger von Frauenchiemsee ernannt. In Erding wurde die Hiasl-Maier-Straße nach ihm benannt, in Gstadt am Chiemsee und in Poing ein Weg.
Sein Bild Im Wirtsgarten von 1923 zierte den Krug des Herbstfests 2017 in Erding.